# Believer (пісня Imagine Dragons)
«Believer» — пісня американського гурту Imagine Dragons, представлена 1 лютого 2017 року під лейблом Interscope Records; є першим синглом із третього альбому Evolve. Авторами пісні є Ден Рейнольдс, Вейн Сермон, Бен МакКі, Деніел Платцман та Джастін Трантер, а продюсерами — шведський дует Mattman & Robin.
«Believer» зайняла 4-е місце в американському чарті Billboard Hot 100, ставши третім синглом колективу після «Radioactive» і «Demons», що потрапив у верхню десятку у США. Вона також потрапила до першої десятки в Австрії, Канаді, Чехії, Франції, Італії, Польщі, Португалії та Швейцарії.
Пісня використовувалася у рекламі, наприклад, для Nintendo Switch, у різних трейлерах фільмів і телевізійних шоу. «Believer» отримала помітний приріст популярності після того, як прозвучала у фіналі першого сезону телесеріалу «Рівердейл». «Believer» стала п'ятою найпопулярнішою піснею 2017 року в Сполучених Штатах та одним із найбільш продаваних синглів всіх часів.

## Список пісень
| Цифрове завантаження | Цифрове завантаження          | Цифрове завантаження |
| #                    | Назва                         | Тривалість           |
| -------------------- | ----------------------------- | -------------------- |
| 1.                   | «Believer»                    | 3:24                 |
| 2.                   | «Believer» (за уч. Lil Wayne) | 3:41                 |

| Цифрове завантаження – Kaskade Remix | Цифрове завантаження – Kaskade Remix | Цифрове завантаження – Kaskade Remix |
| #                                    | Назва                                | Тривалість                           |
| ------------------------------------ | ------------------------------------ | ------------------------------------ |
| 1.                                   | «Believer» (Kaskade Remix)           | 3:10                                 |

## Сертифікації та продажі
| Регіон                                                      | Сертифікація   | Продажі    |
| ----------------------------------------------------------- | -------------- | ---------- |
| Австралія (ARIA)                                            | 10× Платиновий | 700 000    |
| Австрія (IFPI Austria)                                      | 3× Платиновий  | 90 000     |
| Бельгія (BEA)                                               | 2× Платиновий  | 80 000     |
| Бразилія (ABPD)                                             | Діамантовий    | 250 000    |
| Канада (Music Canada)                                       | 7× Платиновий  | 560 000    |
| Данія (IFPI Denmark)                                        | 2× Платиновий  | 180 000    |
| Франція (SNEP)                                              | Діамантовий    | 233 333    |
| Німеччина (BVMI)                                            | 2× Платиновий  | 800 000    |
| Італія (FIMI)                                               | 5× Платиновий  | 250 000    |
| Нова Зеландія (RIANZ)                                       | Платиновий     | 30 000     |
| Норвегія (IFPI Norway)                                      | 3× Платиновий  | 180 000    |
| Польща (ZPAV)                                               | 2× Діамантовий | 500 000    |
| Португалія (AFP)                                            | 5× Платиновий  | 50 000     |
| Іспанія (PROMUSICAE)                                        | Платиновий     | 40 000     |
| Швеція (IFPI Sweden)                                        | 2× Платиновий  | 80 000     |
| Велика Британія (BPI)                                       | 3× Платиновий  | 1 800 000  |
| США (RIAA)                                                  | 12× Платиновий | 12 000 000 |
| продажі+прослуховування, що базуються лише на сертифікаціях |                |            |